# Emanuel Pogatetz
Emanuel Pogatetz (Graz, 16 januari 1983) is een Oostenrijks betaald voetballer. Hij staat sinds september 2014 onder contract bij Columbus Crew. Voordien speelde hij voor onder meer FC Kärnten, Bayer Leverkusen, Spartak Moskou, Middlesbrough, Hannover 96, VfL Wolfsburg, West Ham United en 1. FC Nürnberg.

## Clubcarrière
De verdediger tekende in juni 2010 een driejarig contract bij Hannover 96, dat hem transfervrij overnam van Middlesbrough. In juli 2012 werd hij voor 2,5 miljoen euro verkocht aan VfL Wolfsburg. Op 28 januari 2013 werd besloten om hem voor zes maanden uit te lenen aan het Engelse West Ham United.

## Interlandcarrière
Pogatetz won met FC Kärnten in 2001 de Oostenrijkse beker en met Grazer AK werd hij in 2004 zowel Oostenrijks landskampioen als bekerwinnaar. Hij speelde sinds 2002 meer dan dertig interlands voor de nationale ploeg. Hij maakte zijn debuut op 18 mei 2002 tegen Duitsland.

## Erelijst
Grazer AK
- Bundesliga

2004